# Боткінське кладовище
Міське кладовище № 1 на вулиці С. Боткіна (Боткінське кладовище, рос. Боткинское кладбище) — кладовище в центральній частині Ташкента. Одне з найстаріших і найбільших у місті. Переважно християнське, є також єврейська та «комуністична» частини. Посеред цвинтаря збудовано на початку XX ст. православний храм Олександра Невського. Некрополь закритий для нових захоронень, крім дозахоронень до родичів.

## Історія
Після завоювання Туркестану сюди прибуло багато російських військовиків і чиновників, а також громадян Російської імперії інших національностей. На Боткінському кладовищі збереглись захоронення від 1870 року. Поступово на переважно православному кладовищі окремі карти були виділені для католиків (поляки, литовці, білоруси, українці та ін.), лютеран (німці, балтійці), юдеїв, вірмен-григоріанців (зараз «вірменською» називають 8-му карту кладовища) та інших. Також за стилем надгробків чи формою хрестів можна розпізнати могили старообрядців і ромів (циган). За деякими даними, на кладовищі перепоховано священика-антисеміта Юстина Пранайтіса, який був експертом у «справі Бейліса».
Архів цвинтаря згорів 1918 року. Відтоді на Боткінському цвинтарі поховано понад 340 тисяч осіб. Некрополь поділений на 29 карт. Загальна площа — 40 га.
Наріжний камінь церкви святого Благовірного Олександра Невського закладено й освячено 6 грудня 1902 року. Храм завершено й освячено 8 травня 1905 року. Поряд — каплиця «Всіх скорботних Радість».
Частинами Боткінського є так зване «комуністичне» кладовище, де в радянський час ховали відомих осіб (учених, державних і партійних діячів, інтелігенцію, військовиків, загиблих на війні) незалежно від національності, а також давнє єврейське кладовище. На комуністичній ділянці є могили грецьких політичних емігрантів. Біля головного входу — меморіал футболістам команди «Пахтакор», які загинули в авіакатастрофі над Дніпродзержинськом 1979 року.

## Галерея

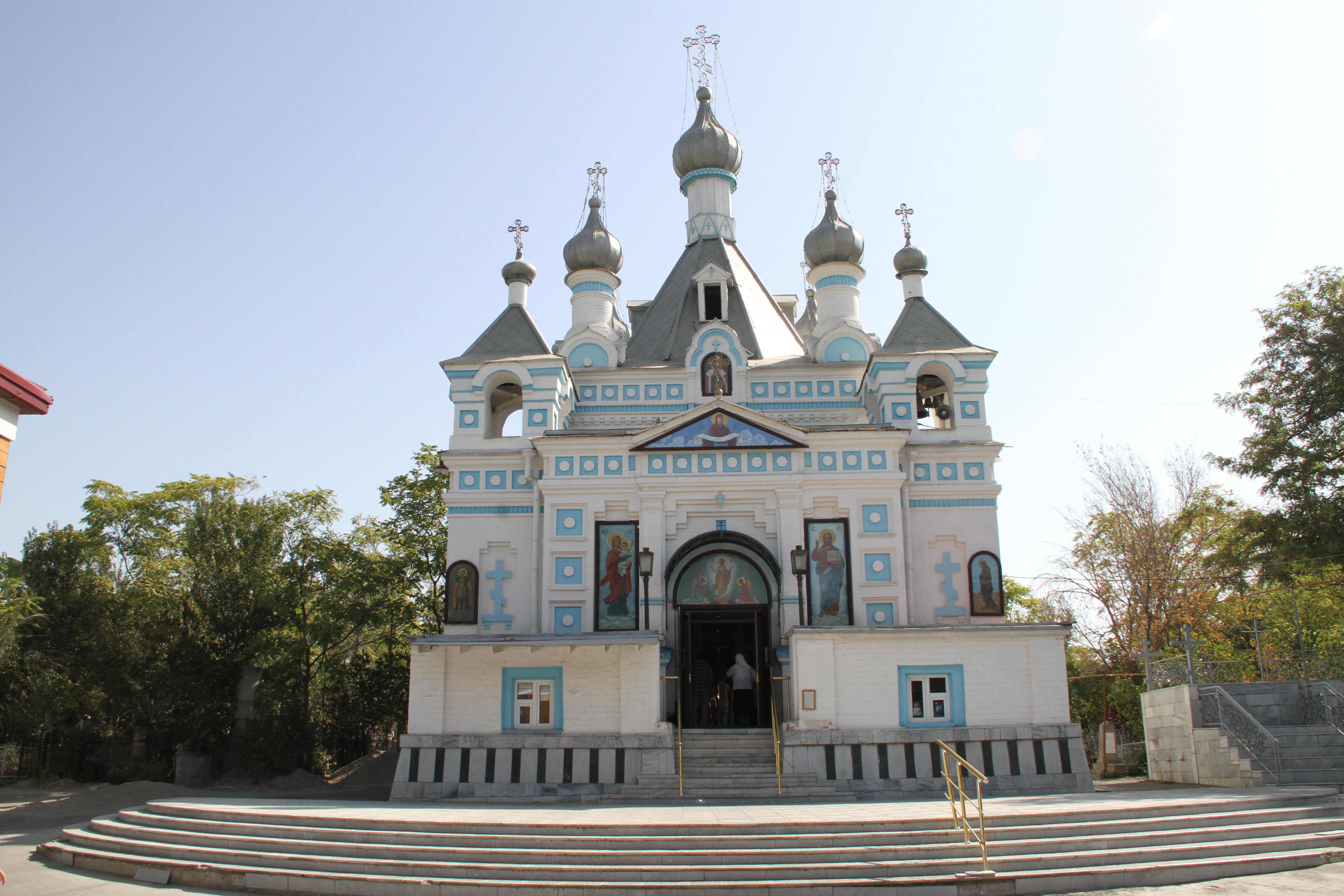
Церква Олександра Невського
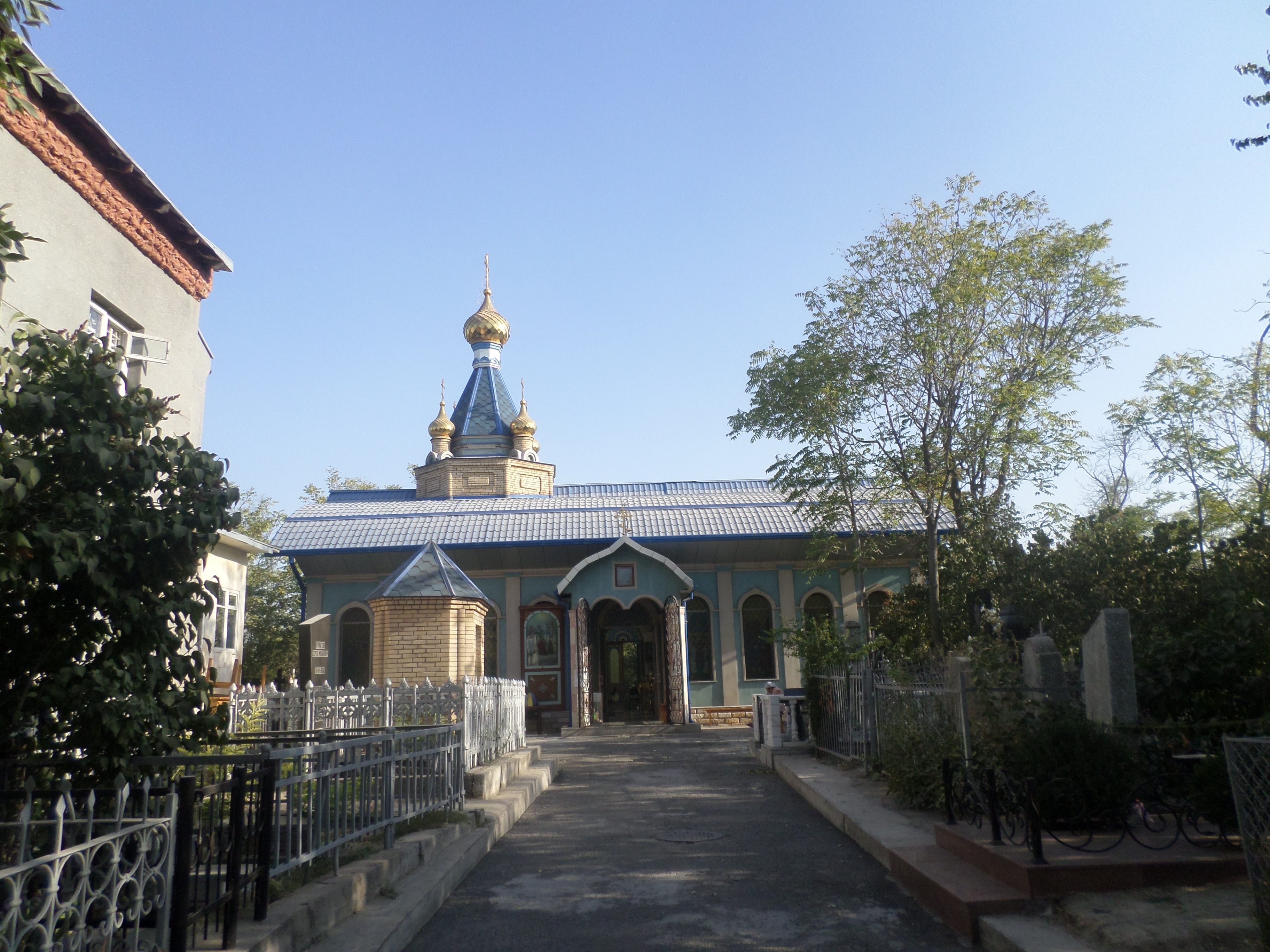
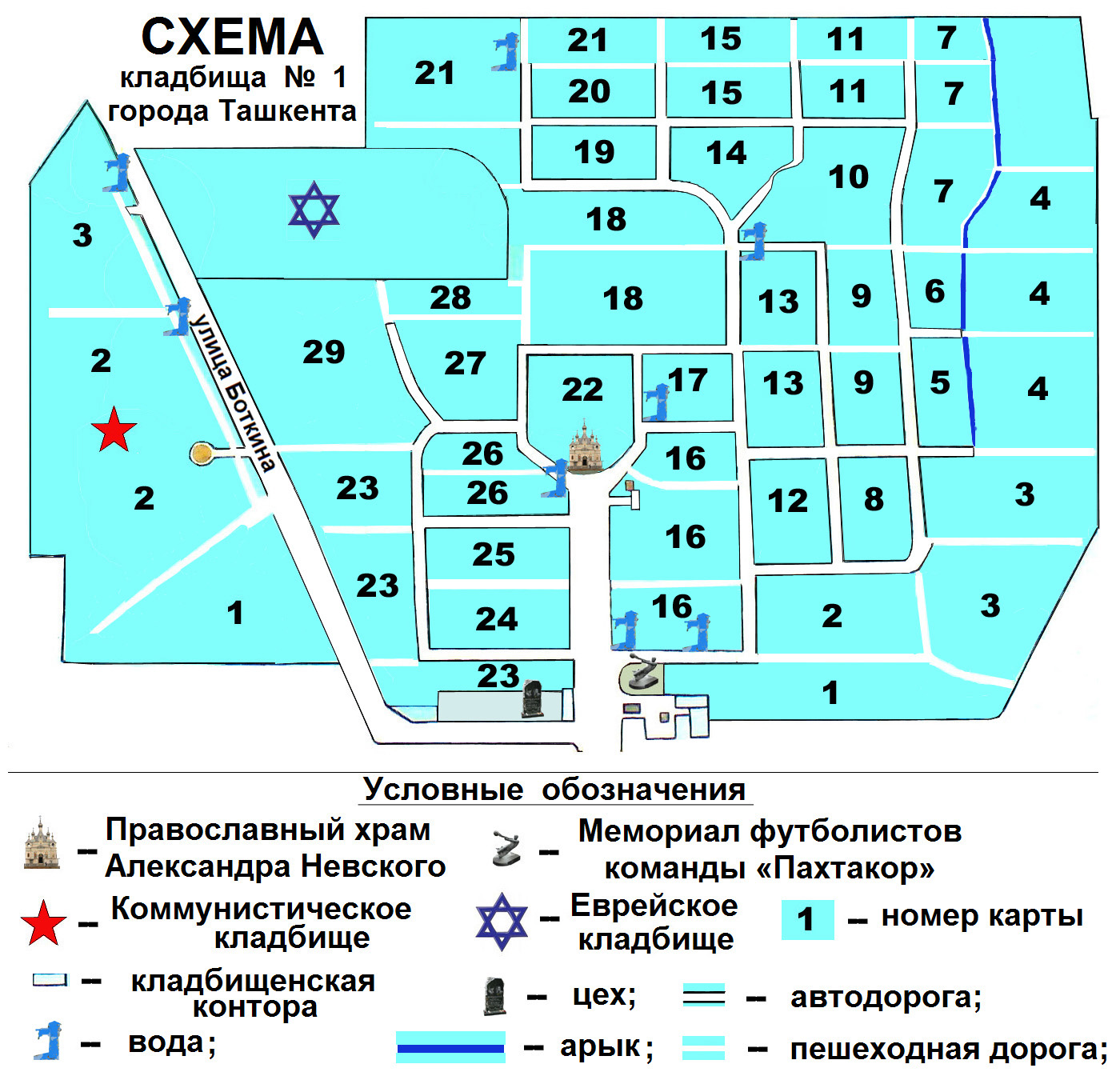
Схема ділянок (карт) поховань
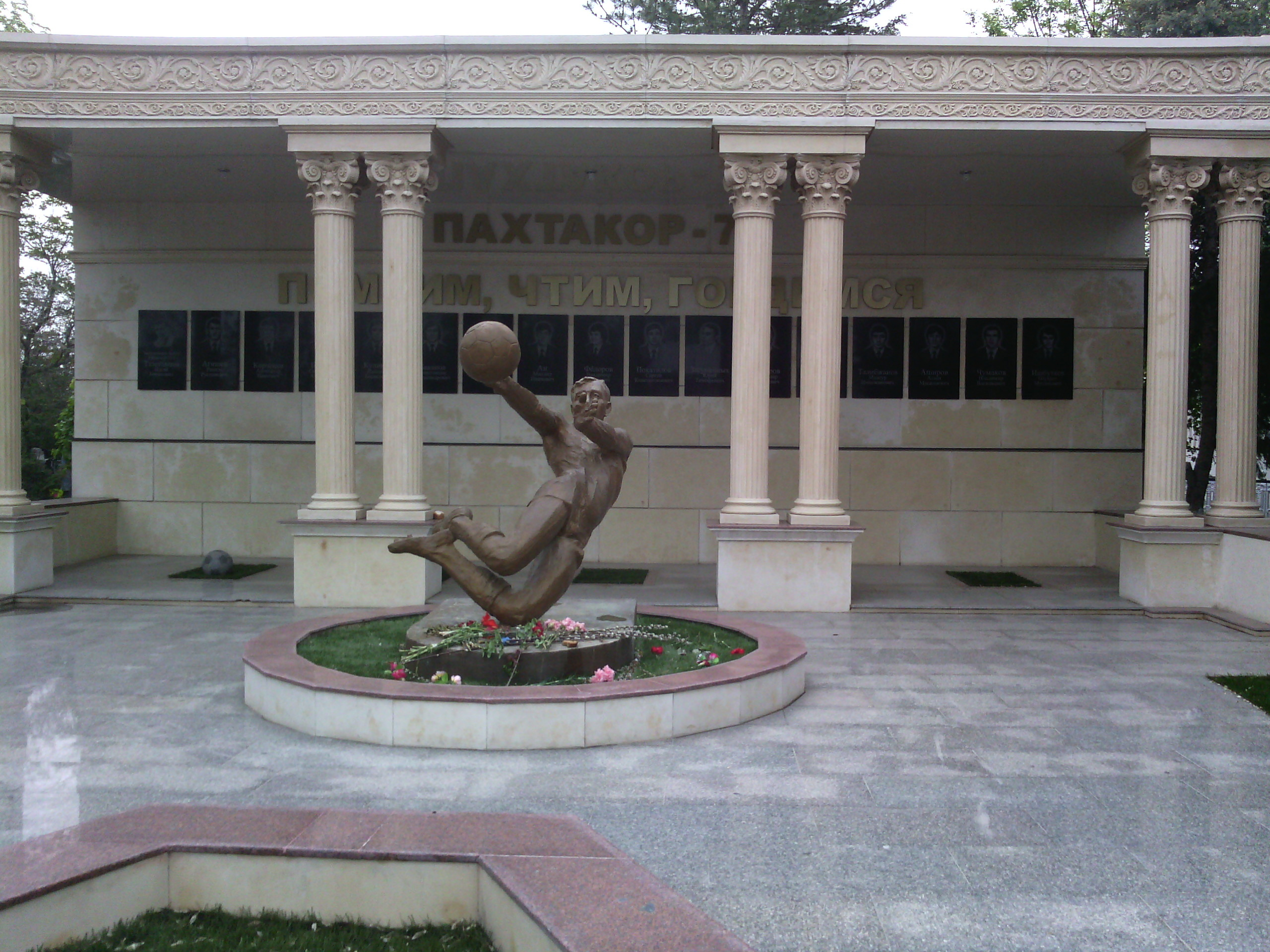
Меморіальний комплекс команді «Пахтакор»
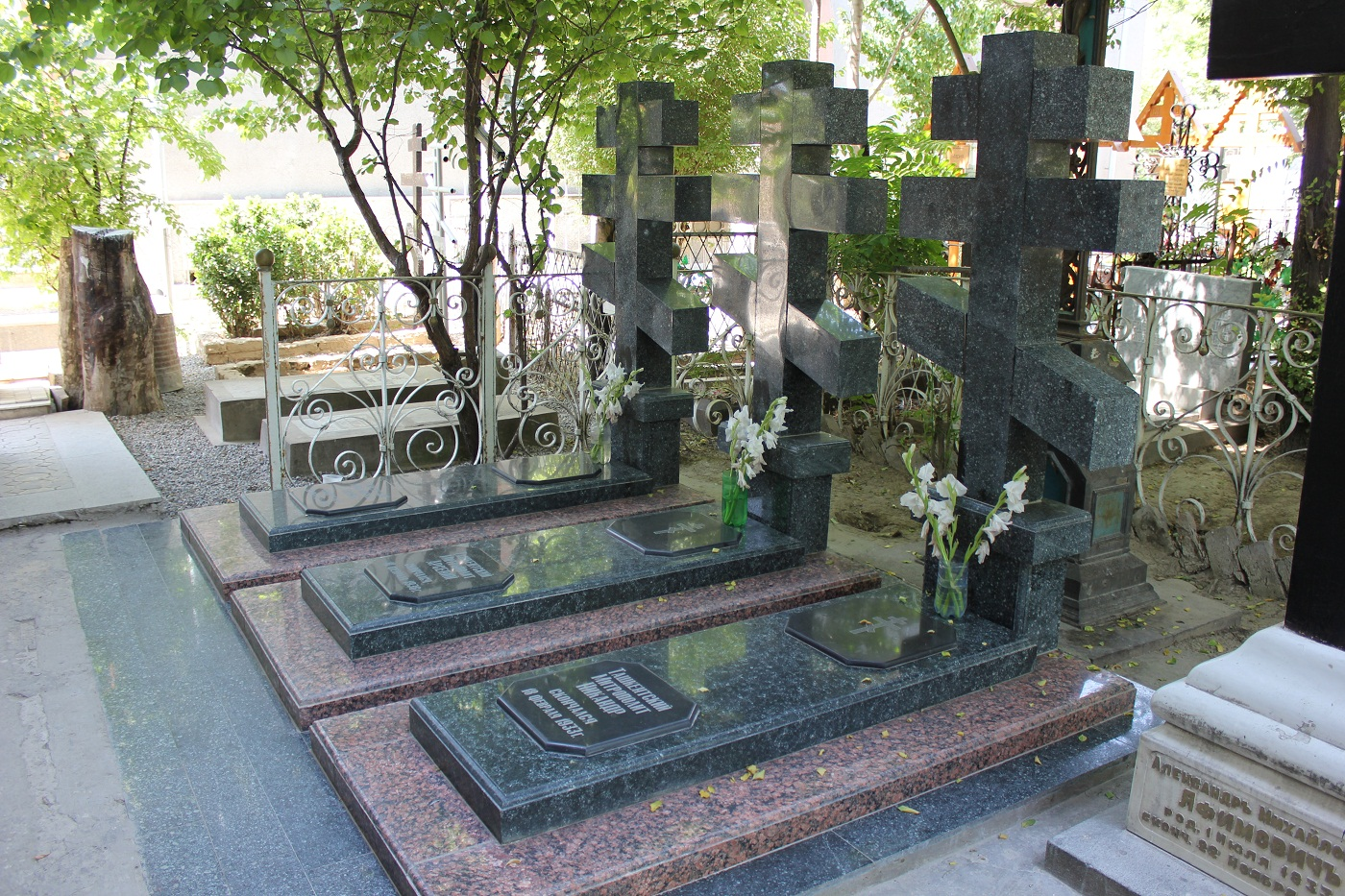
Місце поховань трьох православних архієреїв